# Moviment Armil·lar Lusità
El Moviment Armil·lar Lusità va ser un grup d'extrema dreta neonazi portuguès, que es va iniciar l'any 2018 i l'activitat del qual es va accentuar sobretot a partir de la pandèmia de COVID-19. El grup tenia com a objectiu constituir-se com un moviment polític, recolzat en una milícia armada, incentivant a la discriminació, a l'odi i a la violència contra immigrants i refugiats.
El grup va ser desmantellat per la Policia Judicial en 2025, sent sospitós de preparar accions terroristes contra l'Estat portuguès, concretament, una invasió de l'Assemblea de la República.

## Operació Desarmament 3D
El 17 de juny de 2025, la Policia Judicial, en l'àmbit d'una investigació desenvolupada per la Unitat Nacional Contra-Terrorisme, va desencadenar una operació per a compliment de 15 ordres de recerca i captura relatives a sospitosos d'integrar el Moviment Armil·lar Lusità, indiciades per la pràctica dels crims d'infraccions relacionades amb grup i activitats terroristes, discriminació i incitament a l'odi i a la violència, i detenció d'arma prohibida. La investigació, en curs des de 2021–2022 va resultar de la detecció de manifestacions extremistes en línia per part de seguidors del Moviment Armil·lar Lusità apologistes d'un ideari antisistema i conspiratiu. L'acció d'aquest grup ja havia estat investigada per la Policia Judicial Militar l'any 2020, en la seqüència del repartiment de documents confidencials de la Marina en un blog afecte al MAL per un perfil fals, però l'interrogatori va acabar per ser arxivat en l'altura.
Van ser detingudes sis persones en flagrant delicte; entre elles, es trobava un cap de la Policia de Seguretat Pública, Bruno Gonçalves, a aquella data a fer funcions d'autoritat en la Policia Municipal de Lisboa. Van ser confiscats explosius de diversos tipus, diverses armes de foc (algunes de les quals produïdes a través de tecnologia d'impressió 3D, alguna cosa inèdita a Portugal fins i tot a l'altura), diverses desenes de municions, diverses armes blanques, material informàtic, entre altres elements de prova; tot est material confiscat va ser estimat en milers d'euros. Entre les aprensions, s'hi trobaren també diversos llibres d'Adolf Hitler, adhesius i banderes del grup neonazi 1143 liderat per Mário Machado, i una bandera que sembla tenir enllaços a grups neonazis alemanys.
Quatre dels sis detinguts en l'operació van romandre a presó preventiva, les restes van romandre amb mesura de terme d'identitat i residència.
Entre els membres, a més dels detinguts, hi haurà més elements de les forces de seguretat entre els membres, que eren sobretot homes. En un dels canals de Telegram del grup, es comptaren més de 900 membres, incloent-hi elements de diversos altres grups d'extrema dreta. Manuel Matias, exassessor de Chega!, i pare de la diputada Rita Matias, hauria figurat en una llista de suports del Moviment Armil·lar Lusità i arribat a publicar continguts en aquell fòrum en el qual només s'entrava veia invitació; contactat pel Correio da Manhã, que ho va informar, Matias va negar qualsevol enllaç, negant si més no conèixer el grup.